# Zgrzypy
Zgrzypy (1128 m n.p.m.) – niewybitny szczyt w Beskidzie Sądeckim. Jest kulminacją bocznego grzbietu Pasma Radziejowej, odbiegającego na północ z Wielkiej Prehyby. Pomiędzy nim a Wielką Prehybą jest jeszcze szczyt Jaworzyna i przełęcz Zwornik. Na Zgrzypach grzbiet skręca na północ. Na północno-wschodnim stoku znajdują się źródła Przysietnickiego Potoku, natomiast zbocze południowo-zachodnie opada do doliny Jaworzynki, która również ma w pobliżu swoje źródło. Zarówno stoki, jak i szczyt są całkowicie porośnięte lasem.
Przez Zgrzypy biegnie granica między miejscowościami Gaboń (stok zachodni) i Przysietnica (stok wschodni), obydwie w województwie małopolskim, w powiecie nowosądeckim.

## Szlak turystyczny
Stary Sącz – Zgrzypy – Wielka Prehyba.